# اسمعني (مسلسل تركي)
اسمعني (بالتركية: Duy Beni)؛ هو مسلسل تلفزيوني تركي، من بطولة هيلين كانديمير، جوكتشي جونيش، كانر توبشو، رابيا سويتورك، سمية أيدوغان، بوراك كان، وميلتم اكسول. عرض على قناة ستار تي في من 7 يوليو إلى 17 نوفمبر 2022، تم بثه كل يومي الخميس.

## القصة
تدور احداث المسلسل حول الحادث المأساوي الذي حدث لطالبة الثانوية «ليلى» عندما صدمتها عربة اثناء ذهابها إلى المدرسة امام اعين صديقتها المقربة «ايكيم» تصاب ليلى بالشلل عند منطقة الخصر والارجل ولم تستطع المشي بعد ذالك الحادث يؤثر هذا الحادث في اصدقاء ليلى المقربين أيضا وهم «عائشة - ايكيم - بكير» ومن ثم تعرض عليهم منحة مدرسية إلى مدرسة الطبقة الراقية. مع العلم ان المذنب الذي صدم ليلى بعربته هو معلم الادب في مدرسة الطبقة الراقية.

## طاقم
- سليم بندر (بيرك هاكمان)
- كانات جوناي (جانير توبوتشو)[5]
- أكيم جوليوز (رابيا سويتورك)
- عائشة كاراجا (جوكتشي جونيش دوغروسوز)
- باهار (ايجه كوكينلي)
- ميليسا (سمية أيدوغان)
- ليلى (هيلين كانديمير)
- فكرت (دورول بازان)
- رضا (مراد دالتابان)
- سونا (يليز أكايا)
- خليل (ايتاش اوسون)
- سليمان (ألبير أتاك)
- نيسي (فريدة شتين)
- سيدات كاراجا (بدير بدير)
- سلجوق (حمدي ألب)
- أوزان يلماز (أوتكو كوسكون)
- بكير (طه بورا القوجة)
- هاتيس (إليف كاكمان)
- شوكران (بيديا إنير)
- عزيز جوناي (بوراك جان)
- هازال (ملتم أكشول)
- ناز (ياسمين بيركيش)
- جيداء (سينا جينشتورك)
- امينة (ليديا جيمري أوزسيشمان)
- إيجة (ديلارا سومبل)
- اورجينال (عزة يوكسك)
- داهان (إبراهيم يلدز)

## الحلقات

### الموسم الأول (2022-2022)[6]
| رقم       | تاريخ البث     | التقييم | الترتيب |
| --------- | -------------- | ------- | ------- |
| الحلقة 1  | 7 يوليو 2022   | 1.36    | 7       |
| الحلقة 2  | 14 يوليو 2022  | 2.79    | 2       |
| الحلقة 3  | 21 يوليو 2022  | 3.30    | 2       |
| الحلقة 4  | 28 يوليو 2022  | 3.30    | 2       |
| الحلقة 5  | 4 أغسطس 2022   | 3.29    | 3       |
| الحلقة 6  | 11 أغسطس 2022  | 3.68    | 3       |
| الحلقة 7  | 18 اغسطس 2022  | 3.55    | 3       |
| الحلقة 8  | 25 أغسطس 2022  | 3.45    | 3       |
| الحلقة 9  | 1 سبتمبر 2022  | 3.17    | 2       |
| الحلقة 10 | 8 سبتمبر 2022  | 3.23    | 2       |
| الحلقة 11 | 15 سبتمبر 2022 | 2.49    | 12      |
| الحلقة 12 | 22 سبتمبر 2022 | 2.30    | 15      |
| الحلقة 13 | 29 سبتمبر 2022 | 2.18    | 16      |
| الحلقة 14 | 6 أكتوبر 2022  | 2.20    | 17      |
| الحلقة 15 | 13 أكتوبر 2022 | 2.13    | 16      |
| الحلقة 16 | 20 أكتوبر 2022 | 2.13    | 15      |
| الحلقة 17 | 27 أكتوبر 2022 | 2.06    | 16      |
| الحلقة 18 | 3 نوفمبر 2022  | 1.60    | 22      |
| الحلقة 19 | 10 نوفمبر 2022 | 1.79    | 22      |
| الحلقة 20 | 17 نوفمبر 2022 | 2.03    | 18      |

## جدول البث
| الموسم | الحلقات | الحلقات | الأصلي       | الأصلي         | الفترة الزمنية |
| الموسم | الحلقات | الحلقات | الأول        | الأخير         | الفترة الزمنية |
| ------ | ------- | ------- | ------------ | -------------- | -------------- |
| 1      | 20      | 20      | 7 يوليو 2022 | 17 نوفمبر 2022 | الخميس         |

## روابط خارجية
- الموقع الرسمي
 على ستار تي في (بالتركية)
- اسمعني على موقع IMDb (الإنجليزية)
- اسمعني على موقع فيلمافينيتي (الإسبانية)
- اسمعني على موقع كينوبويسك (الروسية)
- اسمعني على موقع قاعدة بيانات الفيلم (الإنجليزية)